# المحمية القومية في خليج دونقناب وجزيرة مكوار
المحمية القومية في خليج دونقناب وجزيرة مكوار أو الحديقة البحرية القومية لخليج جزيرة دنقناب في جزيرة مكوار هي محمية قومية في خليج على ساحل السودان في البحر الأحمر على بعد 125 كلم شمالي بورتسودان. يوجد في المحمية مجموعة متنوّعة من الشعاب المرجانيّة ونباتات أيكة ساحلية والأعشاب البحريّة والشواطئ والجزر. ويقطن في هاتين المنطقتين مجموعة من الطيور والثديات البحرية وأسماك القرش وشيطان البحر والسلاحف. كما يعيش في خليج جزيرة دنقناب مجتمع من الأطوم البحري.

## الروابط الخارجية
خليج دزنجوناب